# Jristo Jristov
Jristo Dimitrov Jristov (en búlgaro: Христо Димитров Христов; Varna, 27 de abril de 2001) es un deportista búlgaro que compite en halterofilia.
Ganó tres medallas en el Campeonato Europeo de Halterofilia, entre los años 2021 y 2024. Participó en los Juegos Olímpicos de Tokio 2020, ocupando el quinto lugar en la categoría de 109 kg.

## Palmarés internacional
| Campeonato Europeo | Campeonato Europeo | Campeonato Europeo | Campeonato Europeo |
| Año                | Lugar              | Medalla            | Categoría          |
| ------------------ | ------------------ | ------------------ | ------------------ |
| 2021               | Moscú (Rusia)      | Medalla de plata   | 109 kg             |
| 2022               | Tirana (Albania)   | Medalla de oro     | 109 kg             |
| 2024               | Sofía (Bulgaria)   | Medalla de plata   | 109 kg             |